# غرغيمندرك (مقاطعة إسلام آباد غرب)
غرغيمندرك (بالفارسية: گرگی‌مندرک) هي قرية تقع في كرمانشاه في إيران. يقدر عدد سكانها بـ 415 نسمة بحسب إحصاء 2016.